# نپوموک (ناحیه پریبرام)
نپوموک (به چکی: Nepomuk) یک منطقهٔ مسکونی در جمهوری چک است که در ناحیه پریبرام واقع شده‌است. نپوموک ۱۸۴ نفر جمعیت دارد.